# Paus Cornelius
Cornelius (Rome, geboortedatum onbekend - Civitavecchia, juni 253) was de 21e paus van de Katholieke Kerk en is heilig verklaard.

## Levensloop
Cornelius, geboren te Rome in het begin van de derde eeuw, stamde af van het voorname geslacht van de Cornelii. Omwille van de vervolging van Decius bleef de pauselijke troon na de dood van Fabianus 15 maanden lang onbezet (sedisvacatie). Daarna werd Cornelius in 251 tot bisschop van Rome gewijd (en dus ook tot paus).
Ondanks de druk van de vervolgingen werd er een groot beroep gedaan op de caritas van de christenen. Uit de brief van Cornelius blijkt dat door de christenen in Rome rond 250 voor het levensonderhoud van 1.500 weduwen en armen werd gezorgd.
Zijn gematigde houding tegenover de lapsi, christenen die onder druk van de christenvervolgingen hun geloof verloochend hadden, bracht hem in conflict met Novatianus. Die stelde als tegenpaus dat christenen onder druk van de vervolgingen hun geloof hadden verloochend niet meer terug mochten keren in de kerk. Cornelius en Cyprianus vonden dat christenen die hun geloof hadden verloochend mochten worden vergeven, zoals Jezus Petrus ook had vergeven na zijn verloochening.
Toen keizer Trebonianus Gallus de kerkvervolgingen opnieuw aanscherpte, werd paus Cornelius gevangengenomen en verbannen naar Civitavecchia. Het was hier dat hij in juni 253 stierf. Volgens sommigen gebeurde dit door onthoofding (vandaar het zwaard waar hij soms mee wordt afgebeeld). Officieel stierf hij door de ontberingen van zijn verbanning, waardoor hij de titel ‘martelaar’ verkreeg. Hij wordt als heilige vereerd.

## Gedenkdag
Zijn gedenkdag is echter niet in juni, maar op 16 september, samen met Cyprianus. Zijn beenderen werden op 14 september bijgezet in de Catacombe van Sint-Calixtus. Zijn attributen zijn een hoorn (Cornelius betekent 'sterk als een hoorn'), de pauselijke tiara en een drievoudige kruisstaf. Men roept hem aan als beschermheilige van de boeren en het rundvee (inzonderheid hoorn- en kleinvee). Steun van hem wordt gevraagd tegen epilepsie (de Corneliusziekte), kramp, zenuw- en oorkwalen.
Een volksnaam van de heilige Cornelius in het Brabantse is: ´Sint Knillis´.

## Patroonheilige
Cornelius is de patroonheilige van Aalbeke, een deelgemeente van Kortrijk. In de St-Corneliuskerk in Aalbeke gaat elk jaar een bedevaartsplechtigheid door om hem te eren. De dag waarop de mensen hem eren is 16 september. De bedevaarders bezoeken de kerk om de relikwie van de heilige, in de vorm van een tand, te kunnen bewonderen.
In de Jacobus de Meerderekerk in Bocholtz in de Nederlands Zuid-Limburgse gemeente Simpelveld wordt een relikwie bewaard, in de vorm van een botstuk van Cornelius. Waarschijnlijk sinds c. 1900 maar ten minste sinds 1930 tot c. 1965 werd jaarlijks op 16 september vanuit Vijlen een bedevaart gehouden naar Bocholtz. Dit waren meerdere individuen of kleine groepen en niet een enkele processie. Verder werd er een kindermis gehouden die bezocht werd vanuit verschillende plaatsen in de regio. Achter in de kerk staat een beeld van paus Cornelius.
In Oost-Vlaanderen bestaat het dorpje Sint-Kornelis-Horebeke waar de bosgeuzen een sterke protestantse gemeenschap uitgebouwd hebben. De Sint-Michiel-en-Cornelius-en-Ghislenuskerk te Machelen en de Sint-Bavokerk te Baaigem zijn ook aan hem toegewijd. In Mariakerke is Cornelius ook de patroonheilige van de Onze-Lieve-Vrouw Geboortekerk. De toren van de Sint-Catharina en Sint-Corneliuskerk te Diegem is in de vorm van een tiara opgetrokken om aan zijn pausschap te herinneren.
Een oude bedevaartplaats bevond zich in de voormalige Abdij van Sint-Cornelius en Sint-Cyprianus, waar een belangrijke reliek werd vereerd.
San Cornelio en San Cipriano zijn beschermheiligen van de Spaanse steden Berberana in Burgos en de stad Reliegos in León.

## Afbeeldingen

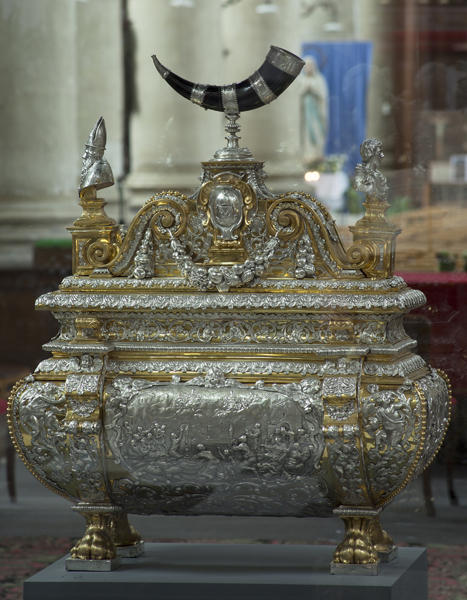
Reliek van Sint-Cornelis uit de Abdij van Ninove
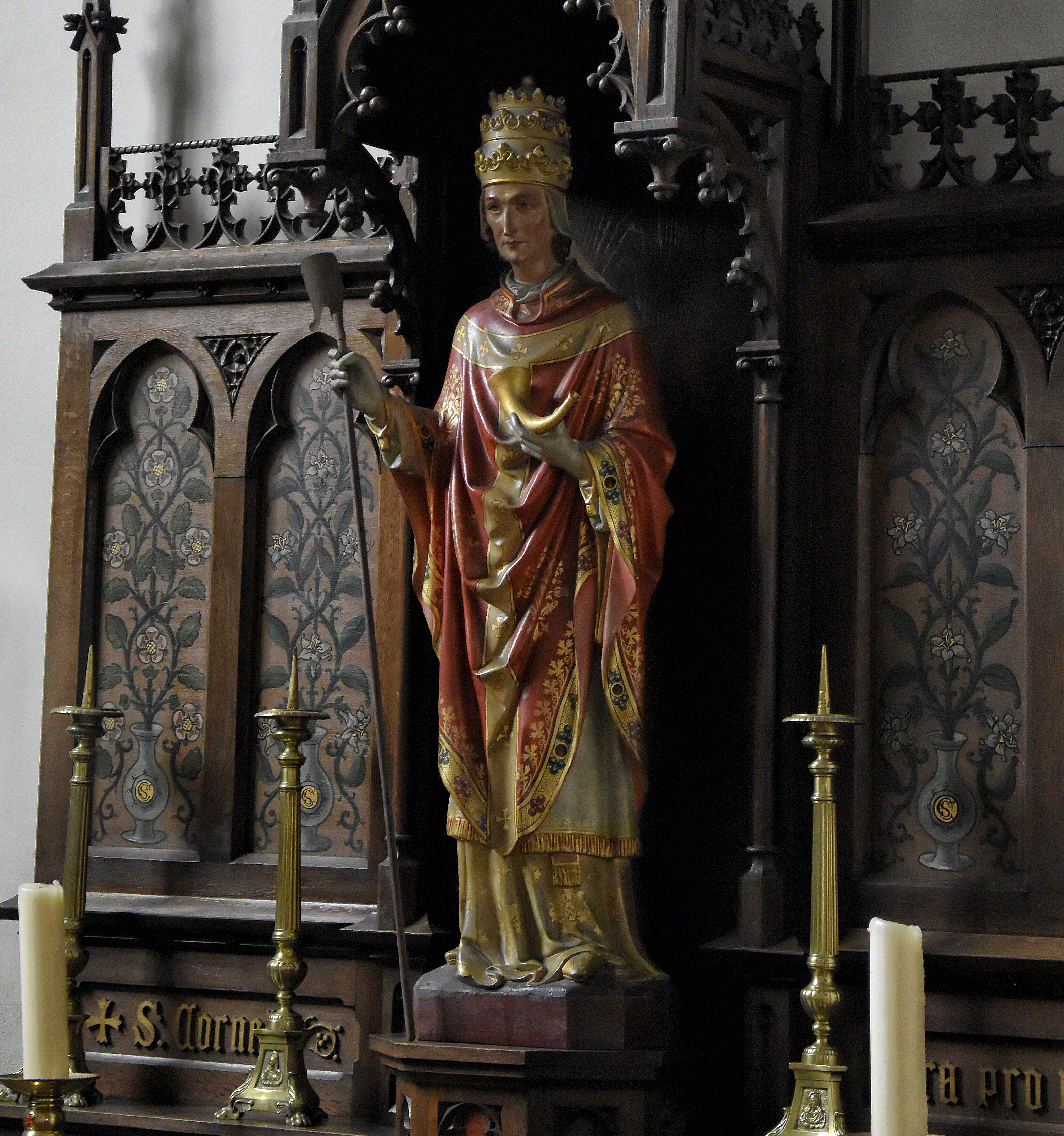
Cornelius in de Sint-Bavokerk (Baaigem)
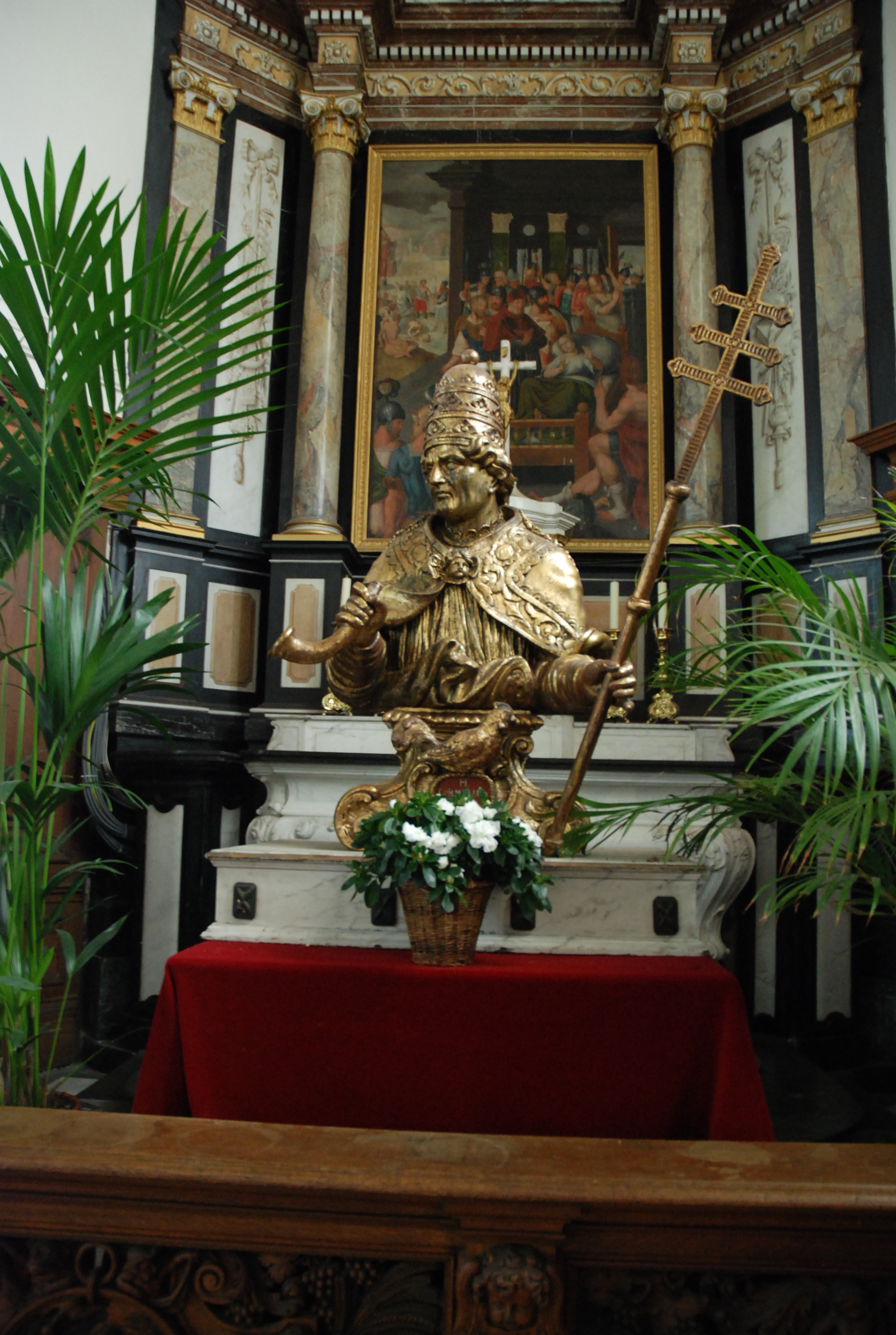
Cornelius in de Sint-Michiel-en-Cornelius-en-Ghislenuskerk
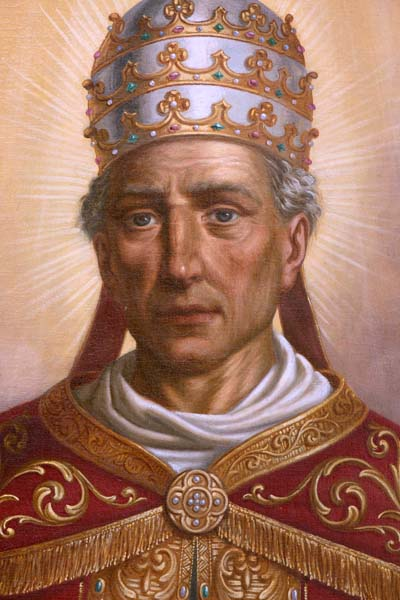
Cornelius in de Sint-Hermesbasiliek in Ronse
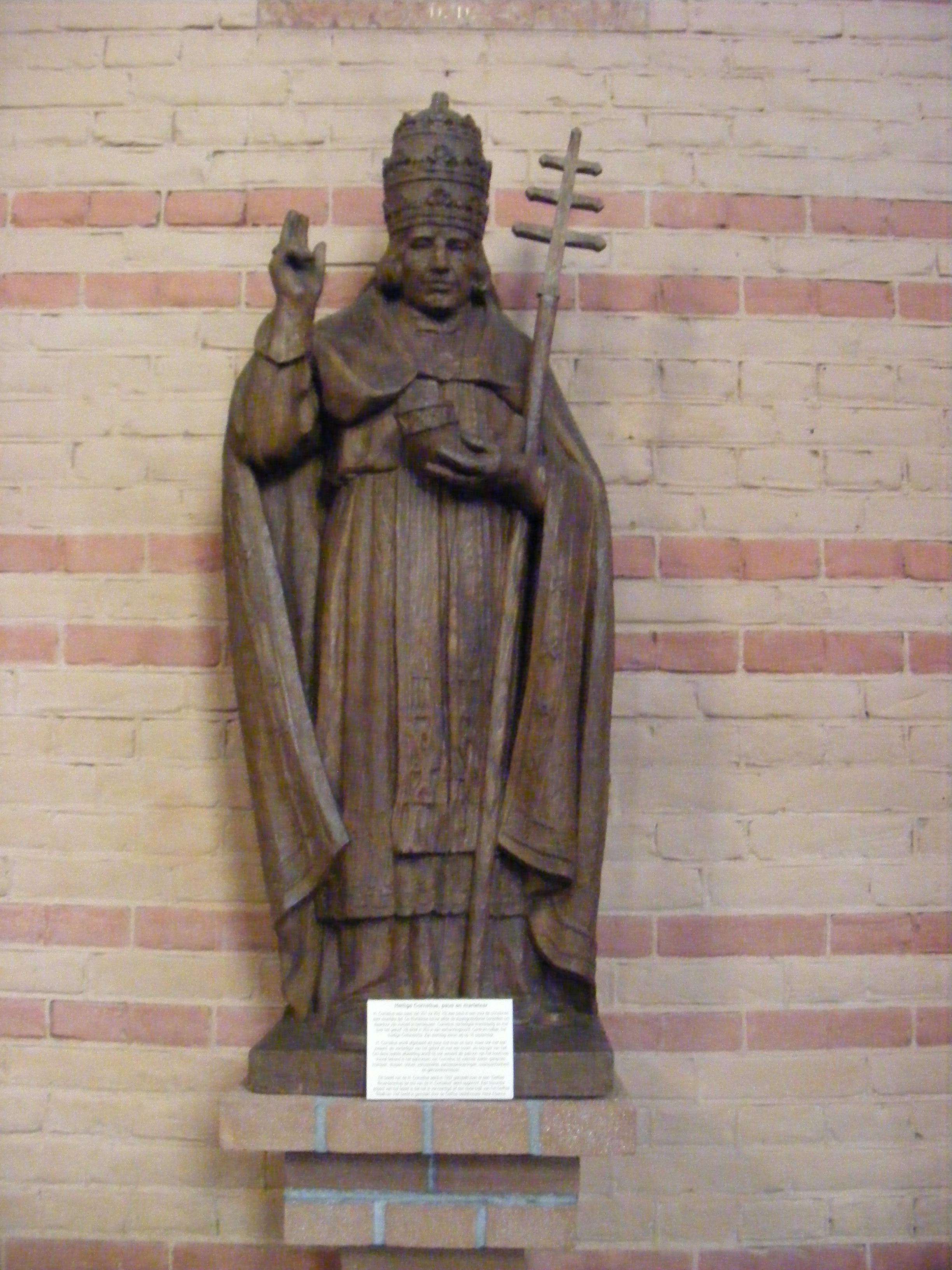
Cornelius in de Maria van Jessekerk in Delft
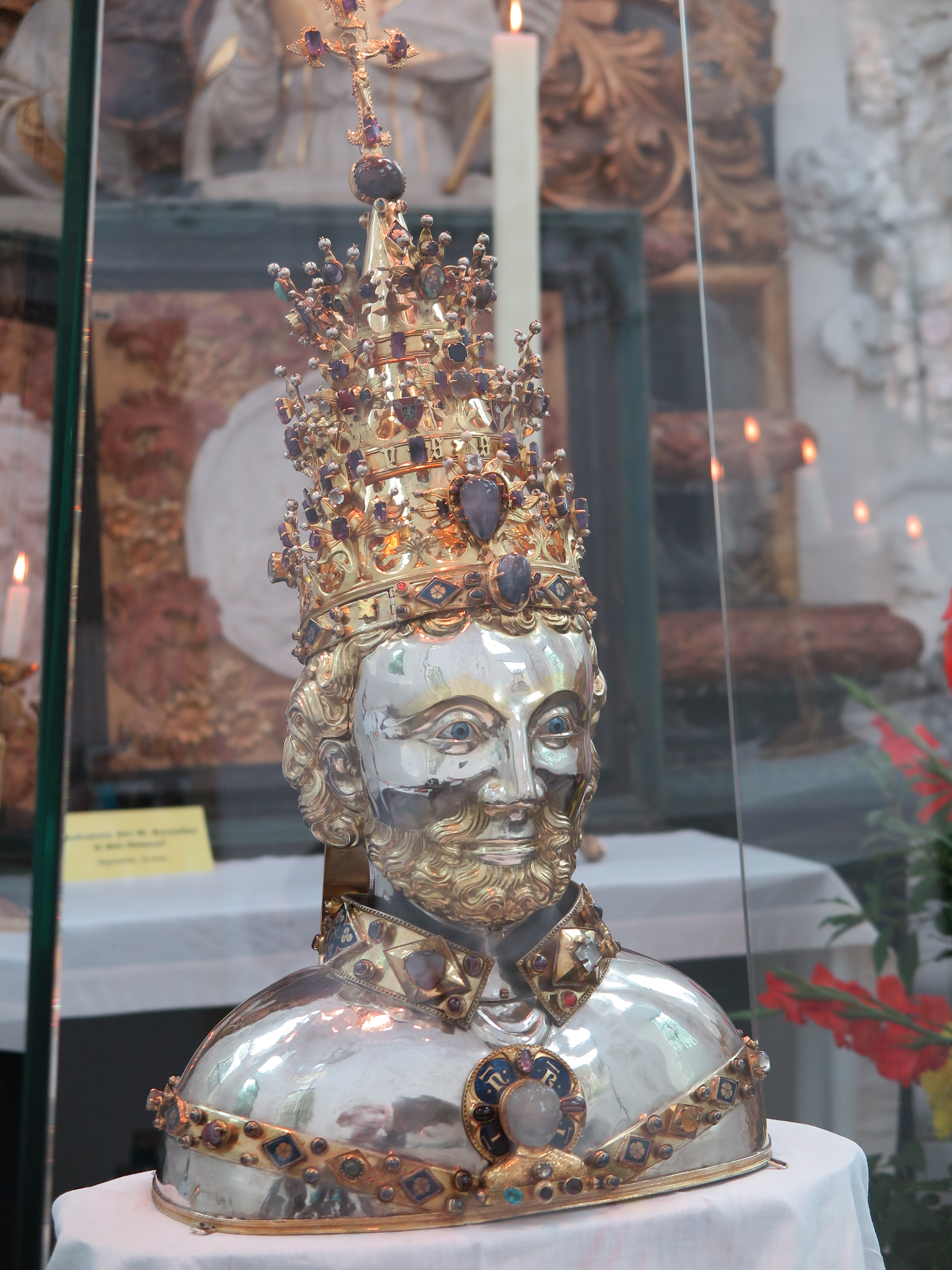
Corneliusbuste (14e eeuw) in de Abdij van Kornelimünster

## Verering in Vlaanderen
In Vlaanderen waren een paar broederschappen actief die de cultus van Cornelius promootten:
- Aalter, Sint-Corneliuskerk
- Diegem, St Catharina
- Doel, OLV-kerk
- Sint-Niklaas, OLV-kerk
- Schellebelle, Sint-Jan Onthoofdingskerk